# 結 (女優)
結（ゆい、1986年2月20日 - ）は、日本の女優、タレント。愛称は糸吉（イトキチ）。
女優として映画・タレント・ライターなど各方面で活動している。コアゲーマーであり、ゲーム番組への出演が多い。
東京都出身。本名は大内 結（おおうちゆい）。日本大学芸術学部映画学科卒業。在学中にモデルとしての活動を開始する。2004年10月から本名名義で、FLOSで活動した。2010年5月から、現在の芸名でBARK IN STYLEで活動後、2014年からはフリーランスの女優として5年ほど活動。2019年6月28日、ホリプロに所属したことを発表した。

## 略歴
- 2004年、日本大学芸術学部映画学科在学中にモデルとしての活動を開始する。
- 2010年、BARK IN STYLEに所属[1]。
- 2010年、桃井はるこの魂の歌声オーディションにて奨励賞受賞[5]。
- 2013年、主演した短編映画「ゆびわのひみつ」で、山形国際ムービーフェスティバル 最優秀俳優賞[6]をはじめとする数々の賞を受賞。
- 2014年、フリーランスとして活動を開始[2]。
- 2019年、ホリプロに所属[4]。

## 出演

### テレビ
2020年
- 私のアニメ語り(2020年9月28日, 10月5日 NHK総合 )[7]
- ロンブー淳のバチャぶらリモだちナイト！(2020年5月4日 NHK総合)[8]
- 田村淳の豊島区池袋(2020年10月18日 テレビ東京)[9]

### 映画
2010年
- 「FIT」(廣末哲万監督)主演 大木和美役 [10]

※第23回東京国際映画祭 ある視点部門 受賞
※第61回ベルリン国際映画祭 フォーラム部門正式出品作品
※第35回香港国際映画祭 アジアン・デジタル・コンペティション部門正式出品作品
2012年
- 「あたしは世界なんかじゃないから」(高橋泉監督)芝野役 [12]

※第13回東京フィルメックス・コンペディション学生審査員賞受賞
- 「希望の国」(園子温監督)看護師役
- 「こっぴどい猫」(今泉力哉監督)桃役
- 「サイタマノラッパー ロードサイドの逃亡者」(入江悠監督)マリ役
- 「犬のようだ」(甲斐博和監督)ミカ役
- 「Everybody Loved The Guitar Man」(平波亘監督)桜子役
- 「それは愛じゃない」(太田信吾監督)教団員の女役

2013年
- 「あした家族」(廣末哲万監督)主演 やよい役 [14][15]
- 「ゆびわのひみつ」(谷口雄一郎監督)主演 水本知子役 [16]

※山形国際ムービーフェスティバル 最優秀俳優賞（船越英一郎賞）
※福岡インディペンデント映画祭2013 主演女優賞＆20分ムービー部門グランプリ
※ロサンゼルス LA eiga Fest 2013 : The 3rd Golden Zipangu Awards : Best Short Film (グランプリ) "Secret of the Ring" 
※第8回札幌国際短編映画祭 国内最優秀賞受賞 
- 「すーちゃん まいちゃん さわ子さん」(御法川修監督)ゆき役
- 「わたしたちに許された特別な時間の終わり」(太田信吾監督)

2014年
- 「あの娘、早くババアになればいいのに」(頃安祐良監督)小西役 [21]

※第7回 田辺・弁慶映画祭 弁慶グランプリ・市民賞受賞作品

### ドラマ
2009年
- 「にっぽんの記憶 太宰治 葉桜と魔笛」(山崎裕監督)主演 妹役

2014年
- 「牙狼-GARO- -魔戒ノ花-」第6話「風鈴」
- フジテレビ「金曜プレステージ 外科医鳩村周五郎・13」

### 舞台
2008年
- 人体連盟「こんにち之もと」江古田ストアハウス 主演 テラス役

2010年
- 726「坂口安吾 白痴」下北沢OFFOFF劇場 主演 白痴サヨ役

2012年
- ホチキス「クライシス百万馬力」三軒茶屋シアタートラム

### PV
2010年
- ASIAN KUNG-FU GENERATION「マジックディスク」

2011年
- DRAWIZ「SY Project2011」

2012年
- 百々和宏「ながいおわかれ」「クラクラ」「ロックンロールハート」

### 生放送
- 2.5D×アニメイト TV 共同番組「2.5D アニメ部」レギュラー
- 「ゲームのすゝめ」レギュラー
- 電人☆ゲッチャ!「週刊ソルサクデルタ」レギュラー
- セガ公式「APM チャンネル」レギュラー
- SCE公式「挑戦デモンズソウル」レギュラー
- SCE公式「Bloodborne 獣狩りの夜」レギュラー
- 「ソウルサクリファイスデルタ」ソルサク会議室レギュラー
- 「CABAL ONLINE 公式生放送」レギュラー
- 「World of Tanks WoT スクール」レギュラー
- ウォーゲーミングジャパン公式「ウォーゲーミングオンエア」レギュラー
- ハンゲーム「EOSの歩き方」レギュラー

- 任天堂公式「大乱闘スマッシュブラザーズ For ニンテンドー3DS 発売直前生放送」MC
- Newニンテンドー3DS専用「ゼノブレイド」発売直前生放送 MC
- 「テラバトル」200万DL記念！GWゲーム合宿〜クリアを目指す生放送 MC
- 「春のゲーム合宿 クリアしてから寝る生放送」MC
- PS4『Bloodborne』発売直前カウントダウン生放送 MC
- 「真・三國無双 on-line Z 開始直前徹底特集!真夜中の生放送」MC
- 「Xperia presents 吉田尚記 XYZ」アシスタント

- 「ファミコン生誕 30 周年記念ファミコン時代を振り返る&ゲーム実況 SP」 ゲスト出演
- 「夏休みファミコン合宿 クリアしてから寝る生放送」ゲスト出演
- 大学人狼 頂上決戦2014 ゲスト出演（解説）
- 「幻想神域」公式ニコニコ生放送 ゲスト出演
- 「ハンターヒーロー」公式ニコニコ生放送 ゲスト出演
- 「占・顔TV!女子ゲーマー部 第6回ハンゲーム 麻雀4」ゲスト出演
- 「ゼルダの伝説 神々のトライフォース クリアしてから寝る生放送」ゲスト出演
- 「ファイナルファンタジーVI」24時間実況 ゲスト出演
- 「ファイナルファンタジーIII・IV・レジェンズ お正月 52 時間ゲーム実況」ゲスト出演
- 「ライブ・ア・ライブ」28時間実況 ゲスト出演

### イベント生放送
- 「大乱闘スマッシュブラザーズ for Wii U 2-on-2 JPN vs USA」@ニコニコ超会議2015 MC
- 超「大逆転裁判」ステージ@ニコニコ超会議2015 メインMC
- 東京ゲームショウ公式「東京ゲームショウ2013公式動画配信チャンネルニコニコ生放送」MC
- 東京ゲームショウ公式「東京ゲームショウ 2014公式動画配信チャンネルニコニコ生放送」MC
- 「SCEブース@ニコニコ闘会議2015」MC
- 「PS Vita 版 ニコニコカー神社 in 共闘学園」MC
- 「共闘甲子園予選大会」（大阪・札幌・福岡）ゲスト出演

### 執筆
- Blu-ray Disc×ASCII「BD結」連載 [23]
- 結のほえほえゲーム演説（2015年12月05日 – 4Gamer.net）[24]

### ラジオ
- CBC ラジオ「電磁マシマシ」レギュラーアシスタント
- NACK5「FAV FOUR」火・木アシスタント（2021年4月 -）

### CM
- テレ東プレイ「待ちぼうけ編」
- デアゴスティーニ「隔週刊ビーズアクセサリー」
- nikoand．．．「nikoand．．．」
- 資生堂「ザ コラーゲン」
- キングレコード「ドリームボーカルオーディション」
- 平安閣マリエール「部屋編」
- コルゲンコーワ鼻炎ジェルカプセル「滝さんの秘密編」
- 損保ジャパン「D・I・Y生命保険」
- HONDA「FREED SPIKE」
- Honeys「プチトレ、プチプラ編」
- SK （韓国TVCM）
- Earthmusic&ecology（企業CM）

### 広告
- PARCO
- NTT docomo
- ICE WATCH
- ナイーブ
- SYOSS
- EDWIN
- TAKA:Q成人式リクルート
- イオンモール
- プティックパリミキ
- ナガイレーベン
- Tabio(WEB)
- きもの三松
- 千趣会
- アトリエローズ
- ウィル不動産

### 雑誌
- ダ・ヴィンチ
- EYESCREAM
- GINZA
- ワンダーフォーゲル
- 写ガール
- 別冊ランドネ
- FIGARO
- FINEBOYS
- SAVVY
- ソーイングpochee
- ニットmarche
- anan
- GOOUT
- SAVVY
- OZON(ギリシャ)
- OZ magazine
- SEDA
- BRIDES WEDDING
- 日経ヘルス
- はなよめ

### ファッションショー
- 東京コレクション MIKIOSAKABE
- 有楽町ルミネ
- kaiLani
- Mimi&ROGER
- VAN COUNCIL
- 表参道コレクション